# Thuật Hổ Cao Kỳ
Thuật Hổ Cao Kỳ (chữ Hán: 术虎高琪, ? – 1219) hoặc Cao Khất (高乞), người dân tộc Nữ Chân, tướng lãnh, quyền thần cuối đời Kim.

## Quá trình thăng tiến
Thuật Hổ Cao Kỳ có họ (tính hoặc thị) là Thuật Hổ, đến từ mãnh an thuộc Tây bắc lộ . Năm Đại Định thứ 27 (1187) thời Kim Thế Tông, Cao Kỳ được sung làm hộ vệ, rồi thăng làm Thập nhân trưởng, ra nhận chức Hà Gian Đô tổng quản Phán quan, triệu về làm Vũ vệ quân Kiềm hạt, thăng làm Túc trực tướng quân, trừ chức Kiến Châu thứ sử, đổi làm Đồng tri Giám thao phủ sự.
Năm Thái Hòa thứ 6 (1206) thời Kim Chương Tông, Nam Tống phát động Khai Hi bắc phạt, Cao Kỳ cùng Chương Hóa quân Tiết độ phó sứ Bả Hồi Hải phòng bị các trấn thuộc Củng Châu. Hơn vạn quân Tống từ Lộc Lô lĩnh thuộc Củng Châu xâm nhập, Cao Kỳ hăng hái phá được, được ban 100 lượng bạc, 10 tấm Trọng thái (tranh lụa có màu sắc rực rỡ). Thanh Nghi Khả của tộc Phiên ở Lũng Nam xin nội phụ, triều đình giáng chiếu cho Tri phủ sự Thạch Mạt Trọng Ôn và Cao Kỳ cùng ra biên giới, cùng Thanh Nghi Khả hiệp đồng tiến thủ. Nhà Kim phong Ngô Hi làm Thục vương, lấy Cao Kỳ làm Phong sách sứ; đi sứ trở về, ông được gia chức Đô thống, hiệu Bình nam Hổ uy tướng quân.
Tướng Tống là An Bính sai Lý Hiếu Nghĩa soái 3 vạn bộ kỵ tấn công Tần Châu, đầu tiên lấy vạn người vây Tạo Giác bảo. Cao Kỳ đi cứu, gặp quân Tống bày trận ở sơn cốc, lấy Vũ xa làm hai cánh trái phải , Phục nỗ (1 loại nỏ lớn) ở dưới mà đón đánh. Vừa giao chiến, quân Tống vờ lui, Cao Kỳ thấy địch có mai phục nên không tiến lên, mà mà lùi lại chỉnh đốn. Quân Tống lại đến, trải qua 5 lượt giao phong, càng đánh càng vững, quân Kim không thể làm gì được. Cao Kỳ chia quân làm 2, một nửa ra đánh thì nửa còn lại nghỉ ngơi, xoay vòng như vậy. Hồi lâu, Cao Kỳ ngầm sai Bồ Sát Đào Tư Lạt đem quân lên núi, từ trên cao tràn xuống hợp kích, đánh cho quân Tống đại bại, chém được 4000 thủ cấp, bắt sống vài trăm người, khiến Lý Hiếu Nghĩa cởi vây bỏ đi. Lại có 3000 quân Tống đặt trại ngựa liên hoàn để dò xét hào rãnh, Cao Kỳ sai Giáp Cốc Phúc Thọ đánh đuổi, chém hơn 700 thủ cấp.
Năm Đại An thứ 3 (1211) thời Kim Vệ Thiệu vương, Cao Kỳ dần được thăng đến quan Thái Châu thứ sử, đem 3000 Triển quân  đồn trú ngoài cửa Thông Huyền. Chưa được lâu, triều đình nâng huyện Tấn Sơn làm Trấn Châu, lấy Cao Kỳ làm Phòng ngự sứ, quyền Nguyên soái hữu đô giám, ban thưởng binh sĩ Triển quân dưới quyền theo thứ bậc. Tháng 8 ÂL năm Chi Ninh đầu tiên (1213), Hoàn Nhan Cương làm Hành tỉnh sự, đem 10 vạn quân đến Tấn Sơn, không thèm để mắt đến Cao Kỳ. Chẳng được lâu, Cương bị quân Mông Cổ đánh bại ở Tấn Sơn. Năm Trinh Hữu đầu tiên (1213) thời Kim Tuyên Tông, Cao Kỳ được thăng làm Nguyên soái hữu giám quân; tháng nhuận năm ấy, triều đình giáng chiếu khích lệ ông.
Tháng ấy, Cao Kỳ nhận chiếu từ Trấn Châu dời quân tham gia bảo vệ việc dời đô về phía nam, đến Lương Hương thì không đi thể tiếp, bèn quay về Trung Đô (nay là Bắc Kinh). Tiếp đó Cao Kỳ trận nào cũng thất bại, nên quyền thần Hồ Sa Hổ răn đe sẽ xử lý ông theo quân pháp. Ngay sau đó Cao Kỳ lại thua trận, khiến ông sợ phải chịu tội chết. Ngày tân hợi tháng 10 ÂL, Cao Kỳ đem binh vây nhà của Hồ Sa Hổ, giết ông ta, đem thủ cấp của ông ta đến cửa khuyết đợi tội. Kim Tuyên Tông xá tội, lấy Cao Kỳ làm Tả phó nguyên soái, một loạt tướng sĩ được thăng thưởng có phân biệt. Ngày bính dần, triều đình giáng chiếu cho biết Cao Kỳ đã liên hệ với các đại thần trong việc trừ khử Hồ Sa Hổ, nhằm lấp liếm động cơ cá nhân của ông. Ít lâu sau, Cao Kỳ được bái làm Bình chương chánh sự.

## Quyền khuynh triều đình
Kim Tuyên Tông bàn bạc về việc nuôi ngựa , hỏi Cao Kỳ rằng: “Năm ngoái mua ngựa ở Tây Hạ, nay cần mua nữa hay không?” Cao Kỳ đáp: “Mộc Ba nuôi ngựa rất nhiều , còn ngựa của các bộ lạc vùng biên, cũng không ít đâu!” Tuyên Tông hỏi: “Tính số ngựa ở biên thùy, lúc cần đến thì được bao nhiêu?” Sau 3 ngày, Cao Kỳ đáp rằng: “Hà Nam trấn phòng có hơn 20 quân, tính ra được 2 vạn tinh kỵ, lúc cần cũng đủ dùng.”
Tháng 11 ÂL năm Trinh Hữu thứ 2 (1214), Tuyên Tông hỏi: “Quân khí tự tạo đều không thể dùng, đây là tội của ai?” Cao Kỳ đáp: “Quân khí tốt xấu ở bộ Binh, tiền tài bởi bộ Hộ, thợ khéo bởi bộ Công.” Tuyên Tông nói: “Sửa đi! Kẻo làm hỏng việc!”
Tuyên Tông hỏi tình hình nghĩa quân Hồng Áo của bọn Dương An Nhi, Cao Kỳ đáp rằng: “Giặc đang giữ chỗ hiểm, thần lệnh chủ tướng làm tường đá mà vây, thế không thể thoát, bắt trong sớm tối vậy.” Tuyên Tông nói: “Có thể đánh gấp, nếu bọn chúng dốc sức đột vây, quân ta ắt chịu tổn thương.”
Từ trước, Thái phủ giám thừa Du Mậu cho rằng uy quyền của Cao Kỳ quá trọng, trong ngoài e sợ, thường lấy làm lo lắng, nhân vào gặp hoàng đế, đuổi mọi người đi mà mật tấu, xin ức chế Cao Kỳ, Tuyên Tông không nghe. Mậu trở về thì không an lòng, bèn tiếp cận Cao Kỳ để tìm cách ly gián Cao Kỳ với hoàng đế. Nhưng Cao Kỳ biết Mậu từng mật tấu thì nghi ngờ, đem lời của Mậu trình bày với Tuyên Tông. Vì thế Mậu bị luận tội chết, nhưng Tuyên Tông giáng chiếu miễn chết, đánh 100 gậy, trừ danh ông ta. Đến nay triều đình đặt ra cái lệ: bề tôi trình tấu, phải có ít nhất 1 cận thần đứng hầu bên cạnh hoàng đế. Ứng phụng Hàn Lâm văn tự Hoàn Nhan Tố Lan từ Trung Đô bàn việc quân trở về, dâng thư cầu kiến, xin mật tấu. Tuyên Tông bèn gọi Tố Lan đến Cận thị cục, đưa giấy bút, bảo ông ta viết ra những gì muốn nói. Một lúc sau, Tuyên Tông gặp Tố Lan ở Ngự tiện điện, chỉ có Cận thị cục Trực trưởng Triệu Hòa Hòa đứng hầu. Tố Lan trình bày việc Nguyên soái phủ đòi trấn áp thủ lĩnh loạn quân là Bá Đức Văn Ca, trong khi triều đình lại xá miễn cho hắn ta, có tin đồn người chủ trương xá miễn là Cao Kỳ. Tuyên Tông hỏi chứng cứ, Tố Lan cho biết đã nhìn thấy thư tín Bá Đức Văn Ca gởi đến Vĩnh Thanh phó đề khống Lưu Ôn, thông báo rằng Trương Hy Hàn đến từ Nam Kinh (tức Biện Kinh), đem theo mệnh lệnh của triều đình, lấy Văn Ca chịu sự quản lý của Đại Danh hành tỉnh, thoát khỏi sự ước thúc của Trung Đô soái phủ; mà người khống chế triều đình, chẳng phải Cao Kỳ hay sao!? Tuyên Tông gật đầu; nhân đó Tố Lan nói rằng Cao Kỳ vốn không có công lao và danh vọng, chẳng qua sợ tội chết nên mới giết Hồ Sa Hổ, chứ không có kế sách gì. Tố Lan còn nói Cao Kỳ ghét hiền tài, kết bè đảng: năm ngoái học trò ở kinh đô là Phàn Tri Nhất đến gặp Cao Kỳ, cho rằng Triển quân không đáng tín, sợ họ gây loạn, nhưng Cao Kỳ lấy dao gậy đánh chết anh ta, từ ấy không còn ai dám nói đến hay dở của việc quân quốc nữa; Cao Kỳ sai đồng đảng là Di Lạt Tháp Bất Dã làm Vũ Ninh quân tiết độ sứ, sai hắn ta chiêu mộ Triển quân, nhưng chẳng nên việc gì, lại lấy hắn ta làm Vũ vệ quân sứ. Qua đó Tố Lan nhận định Cao Ký là tên giặc gây loạn kỷ cương, hãm hại trung lương, không hề có ý muốn giúp cho nước nhà yên ổn, đề nghị Tuyên Tông quyết đoán hành động, nhưng Tuyên Tông chỉ nói: “Trẫm từ từ suy nghĩ.” Tố Lan rời đi, Tuyên Tông còn răn rằng: “Cẩn thận chớ có tiết lộ.”
Tháng 10 ÂL năm thứ 4 (1216), đại quân Mông Cổ chiếm Đồng Quan, đóng trại ở khoảng Tung, Nhữ. Ngự sử đài hiến kế, Tuyên Tông giáng chiếu giao xuống Thượng thư tỉnh, Cao Kỳ đáp rằng: “Đài quan vốn không quen việc binh, phương lược phòng bị, chẳng phải hiểu biết của họ.” Rồi bỏ qua. Cao Kỳ chỉ muốn đem trọng binh đồn trú Nam Kinh để cố giữ, còn châu quận bị tàn phá thì không có ý cứu giúp. Thế mà Tuyên Tông lại bị mê hoặc, Cao Kỳ nói gì cũng nghe theo. Ít lâu sau, Cao Kỳ được tiến bái làm Thượng thư Hữu thừa tướng (tức là mất quyền khống chế Xu mật viện – cơ quan quân sự tối cao của nhà Kim), bèn tâu xin tăng cường các biện pháp giám sát quan dân, Tuyên Tông đồng ý. Sau đó Cao Kỳ đề nghị tu sửa thành trong của Nam Kinh, Tuyên Tông e sợ dân chúng phản đối, không đồng ý.
Từ trước, Vương Thế An hiến kế tấn công Hu Dị, Sở Châu, Xu mật viện tâu xin lấy hắn ta làm Chiêu phủ sứ, mưu đồ quấy nhiễu vùng Duyên, Hoài của Nam Tống, Tuyên Tông đồng ý. Đầu năm Hưng Định đầu tiên (1217), nghe tin người Tống xâm nhập biên thùy, Tuyên Tông có chút không hài lòng với Vương Thế An, Cao Kỳ nhân đó đề nghị đánh Tống để mở rộng bờ cõi; Tuyên Tông chần chừ, Cao Kỳ ra sức thuyết phục. Tháng 4 ÂL, nhà Kim sai Nguyên soái tả đô giám Ô Cổ Luận Khánh Thọ, Thiêm xu mật viện sự Hoàn Nhan Tái Bất đưa quân ra nam biên, ngay sau đó bãi binh, nhưng cũng chính thức tuyệt giao với nhà Tống. Sau đó, triều thần nhiều lần đề nghị nối lại bang giao với Nam Tống, Cao Kỳ tìm mọi cách gạt phắt đi, thậm chí đẩy quan viên lên tiếng ra khỏi triều đình, không cho phép mọi người nói khác. Năm thứ 2 (1218), Cao Kỳ lần nữa thuyết phục Tuyên Tông đắp thành trong của Biện Kinh, cho rằng như thế là đủ chống giặc.
Cao Kỳ từ khi được làm tể tướng, cậy sủng chuyên quyền, tự tung tự tác. Cao Kỳ với Cao Nhữ Lệ liên kết chặt chẽ: ông nắm quyền lực còn Nhữ Lệ nắm tài chính, đối với ai theo mình thì dùng, không theo mình thì bài xích. Đối với kẻ nào mà bọn Cao Kỳ không thể lấy quyền – tiền để áp chế, thì Cao Kỳ vờ tán dương trước mặt Tuyên Tông rằng kẻ ấy là kỳ tài, rồi đưa ra Hà Bắc, ngầm đặt người ấy vào tử địa. Từ sau khi không được kiêm chức ở Xu mật viện, Cao Kỳ luôn muốn giành lại binh quyền, bèn ra sức thuyết phục Tuyên Tông đánh Tống. Vì thế Cao Kỳ chẳng có lòng dạ nào khôi phục Hà Bắc, dồn hết tinh binh sang Hà Nam, cứ kéo dài thêm bao lâu thì được bấy lâu, bất chấp tình hình biên thùy nguy cấp, cũng không chịu lấy ra một tên lính nào. Bình chương chánh sự, Anh vương Hoàn Nhan Thủ Thuần muốn cáo giác tội trạng của Cao Kỳ, mật triệu Hữu tư Viên ngoại lang Vương A Lý, Tri án Bồ Tiên Thạch Lỗ Lạt, Lệnh sử Bồ Sát Hồ Lỗ cùng mưu tính. Thạch Lỗ Lạt, Hồ Lỗ tiết lộ với Thượng thư tỉnh đô sự Bộc Tán Nô Thất Bất, Nô Thất Bất thông báo cho Cao Kỳ. Hoàn Nhan Thủ Thuần sợ phe cánh của Cao Kỳ, không dám cáo giác nữa.

## Cái chết
Ít lâu sau, Cao Kỳ sai nô bộc là Tái Bất giết vợ của mình, rồi quy tội cho hắn ta, đưa Tái Bất đến phủ Khai Phong, hòng khép hắn ta vào tội chết để diệt khẩu. Phủ Khai Phong sợ Cao Kỳ, không dám bày ra sự thật, đành luận tội chết cho Tái Bất. Việc bị phát giác, tháng 12 ÂL năm thứ 3 (1219), Tuyên Tông từ lâu đã biết sự gian ác của Cao Kỳ, bèn mượn việc này để giết chết ông. Triều đình xét đến Bộc Tán Nô Thất Bất cáo giác mưu của Anh vương, luận tội chết hắn ta; phạt đòn Thạch Lỗ Lạt, Hồ Lỗ 70 trượng, ép đình chức.

## Đánh giá
Khi xưa Tuyên Tông sắp về nam, muốn sắp xếp Triển quân ở Bình Châu, Cao Kỳ ngăn cản. Đến khi dời đô về Biện Kinh, triều đình đã răn đe Thoán Đa phủ dụ quân ấy, nhưng Thoán Đa lại giết đi vài người, dẫn đến tan rã. Vào cuối đời, Tuyên Tông thường nói: “Phá hoại thiên hạ, là Cao Kỳ và Thoán Đa đấy!” đến chết vẫn còn hận.
Sử cũ nhận xét: Cao Kỳ tự ý giết Chấp Trung (tức Hồ Sa Hổ), Tuyên Tông không thể trị tội ông ta, lại còn bẻ cong sự thật mà nói, giáng chiếu cho mọi người. Từ sự việc mà bàn ra, nhà vua muốn giết đại thần, cùng thị thần mật mưu trong cung, chẳng phải là đạo. Mưu lại không mật, còn để ngoại thần biết được, rồi thông báo cho viên tướng bại trận, nhân đó giết người theo lời ấy, như vậy có thể lừa nổi đời sau à? Nhà Kim đến khi nam độ, cứ như bệnh nhân gầy yếu, nguyên khí còn được mấy!? Họ ưa lại mà ghét nho, thích binh mà ghét yên, lời bàn ngăn cản di dời Triển quân, mưu tính phá vỡ hòa hảo Nam Tống, (đều là ý của Cao Kỳ) chính là chữa trị sai lầm, dùng đến Ô uế, Phụ tử, (đều là thuốc bổ hỏa trợ dương), chỉ nhanh làm mất mạng vậy. Giả sử Tuyên Tông vào cái ngày tự ý giết chóc, là vì bản thân có thể lấy đại nghĩa mà trị tội (Cao Kỳ), sao đến nỗi lầm lỡ việc nước như vậy!?